# 테르세라 디비시온
테르세라 디비시온(Tercera División de España)은 스페인 축구 리그 시스템의 4부 리그였다. 지역 리그 형태로 총 18개 지역 그룹으로 나누어 리그가 운영되었으며, 3부 리그인 세군다 디비시온 B와 승강제가 이루어졌다. 현재까지 테르세라 디비시온에서 활동한 적이 있는 것으로 알려져 있는 클럽에는 레알 마드리드 C, 코르도바 CF B 등이 있다.
2021년에 스페인 왕립 축구 연맹의 리그 개편에 따라 테르세라 페데라시온으로 대체되었다.

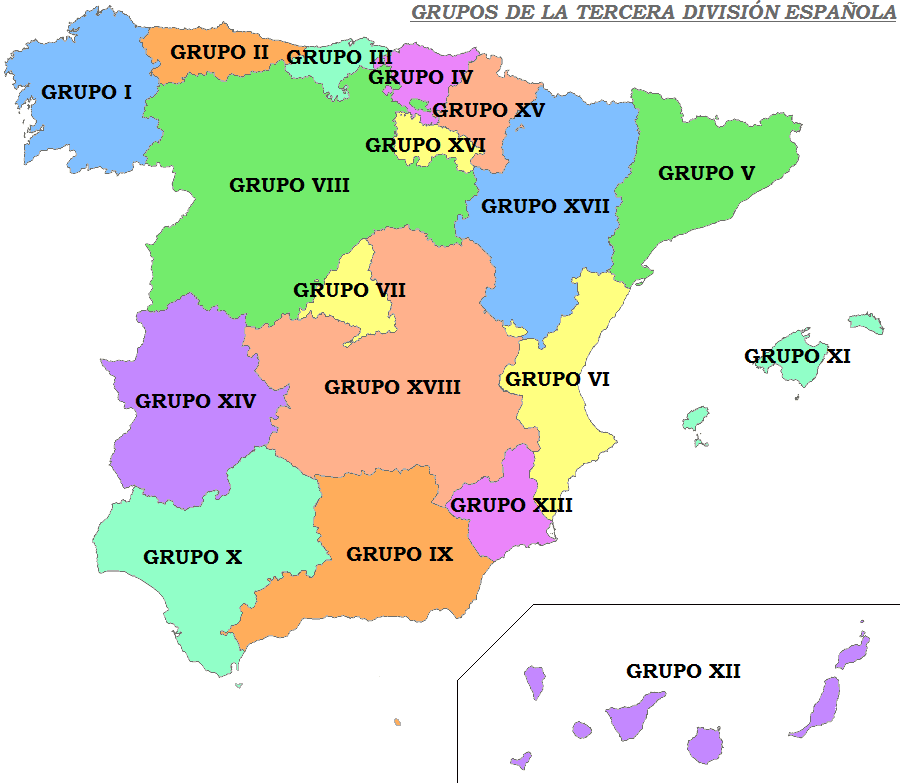
테르세라 디비시온의 지역별 그룹 지도